# Biserica de lemn din Cloșani

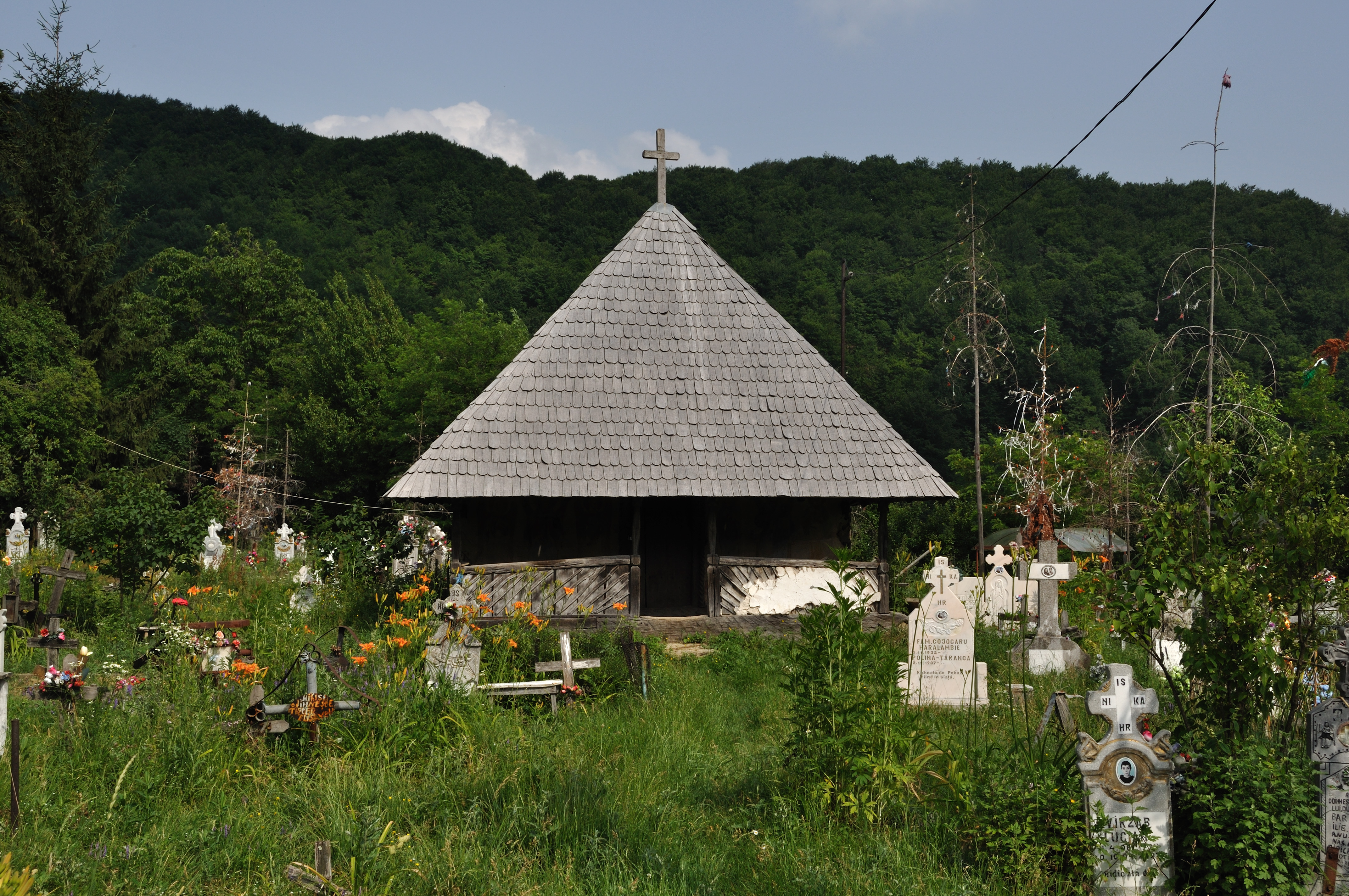
Biserica de lemn „Înălțarea Domnului” din Cloșani, comuna Padeș, județul Gorj, foto: iunie 2010.

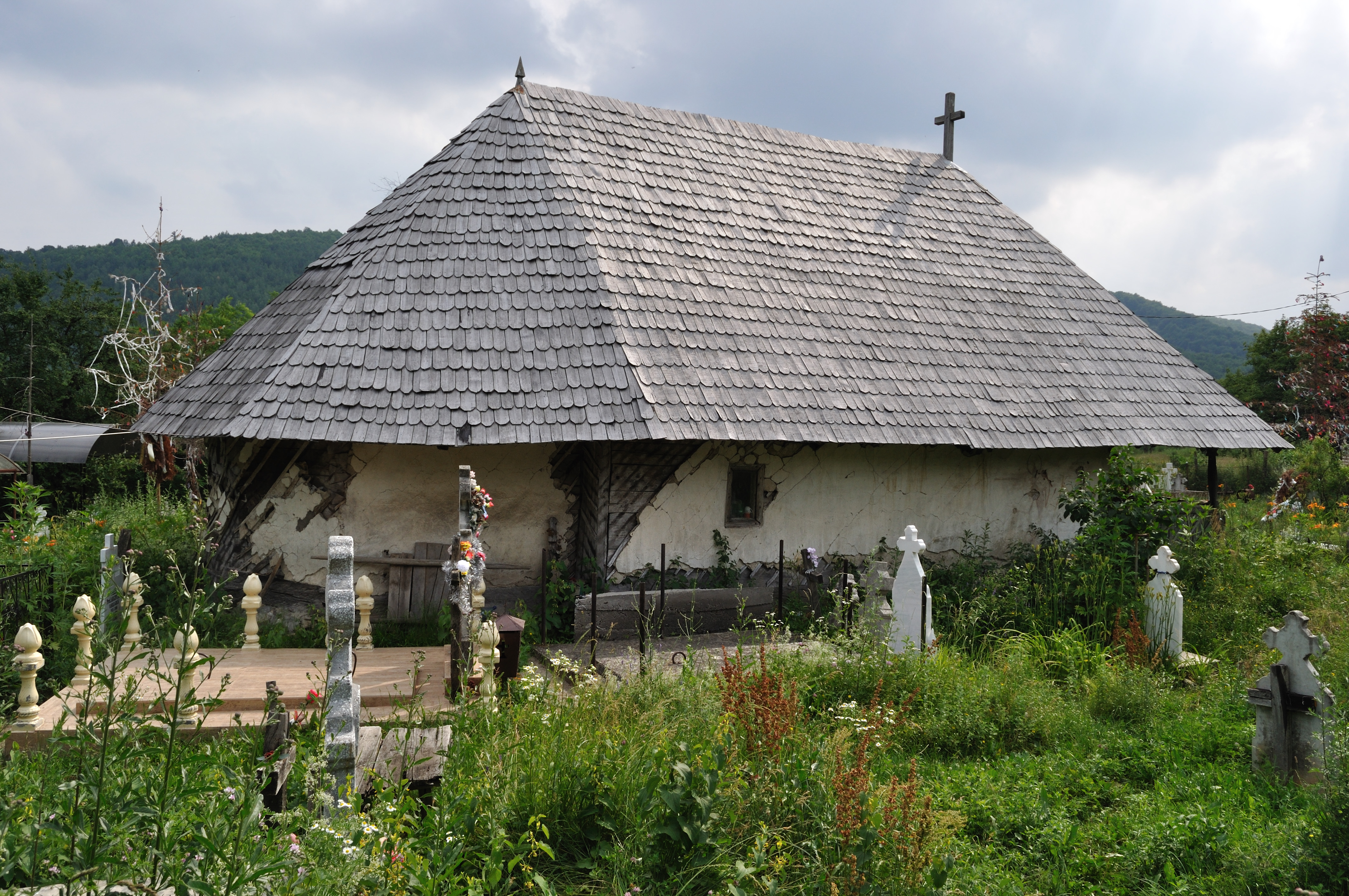
Biserica (sud)

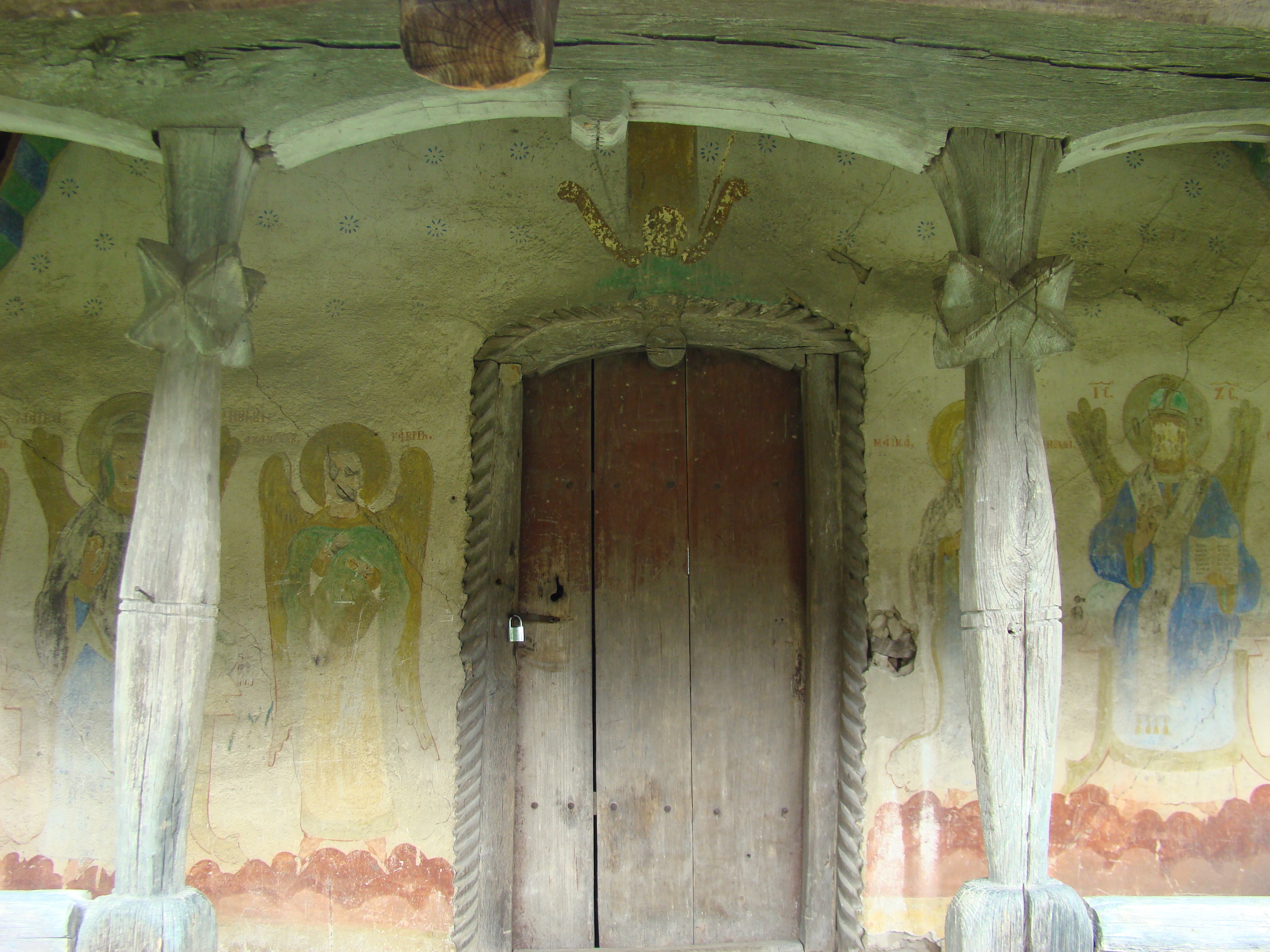
Ancadramentul intrării şi stâlpi la pridvor

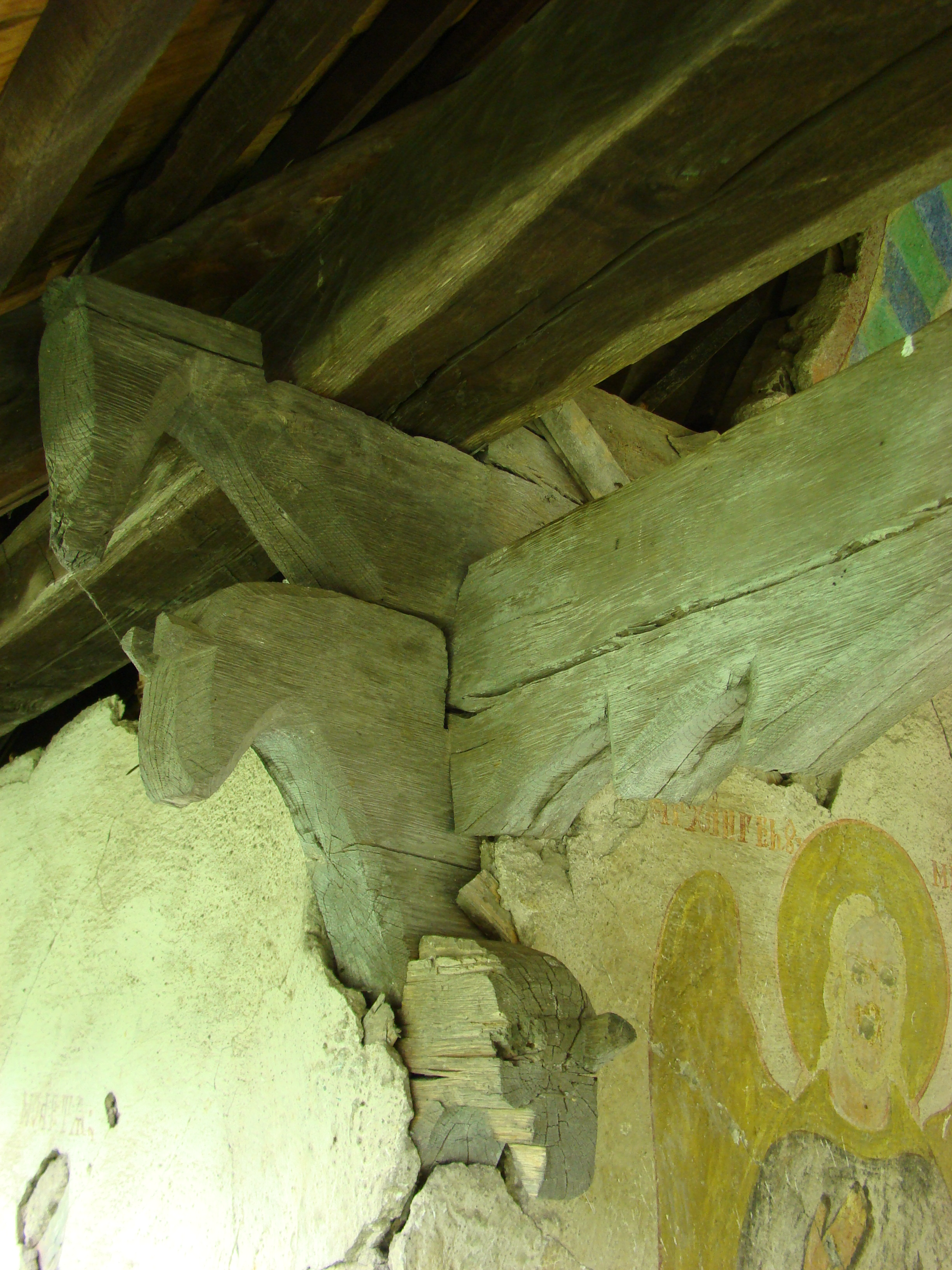
Console în formă de „cap de cal”

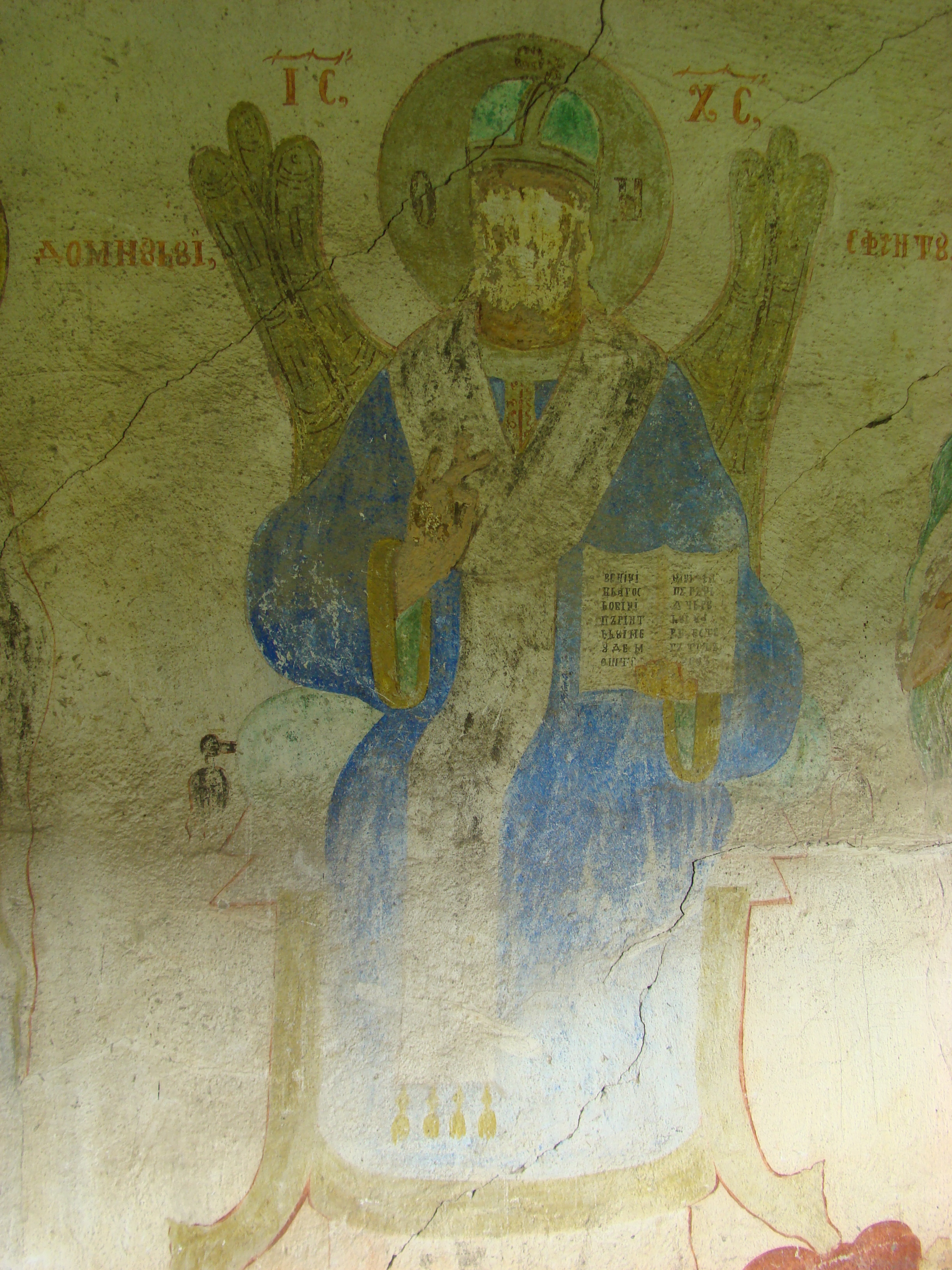
Pictura exterioară

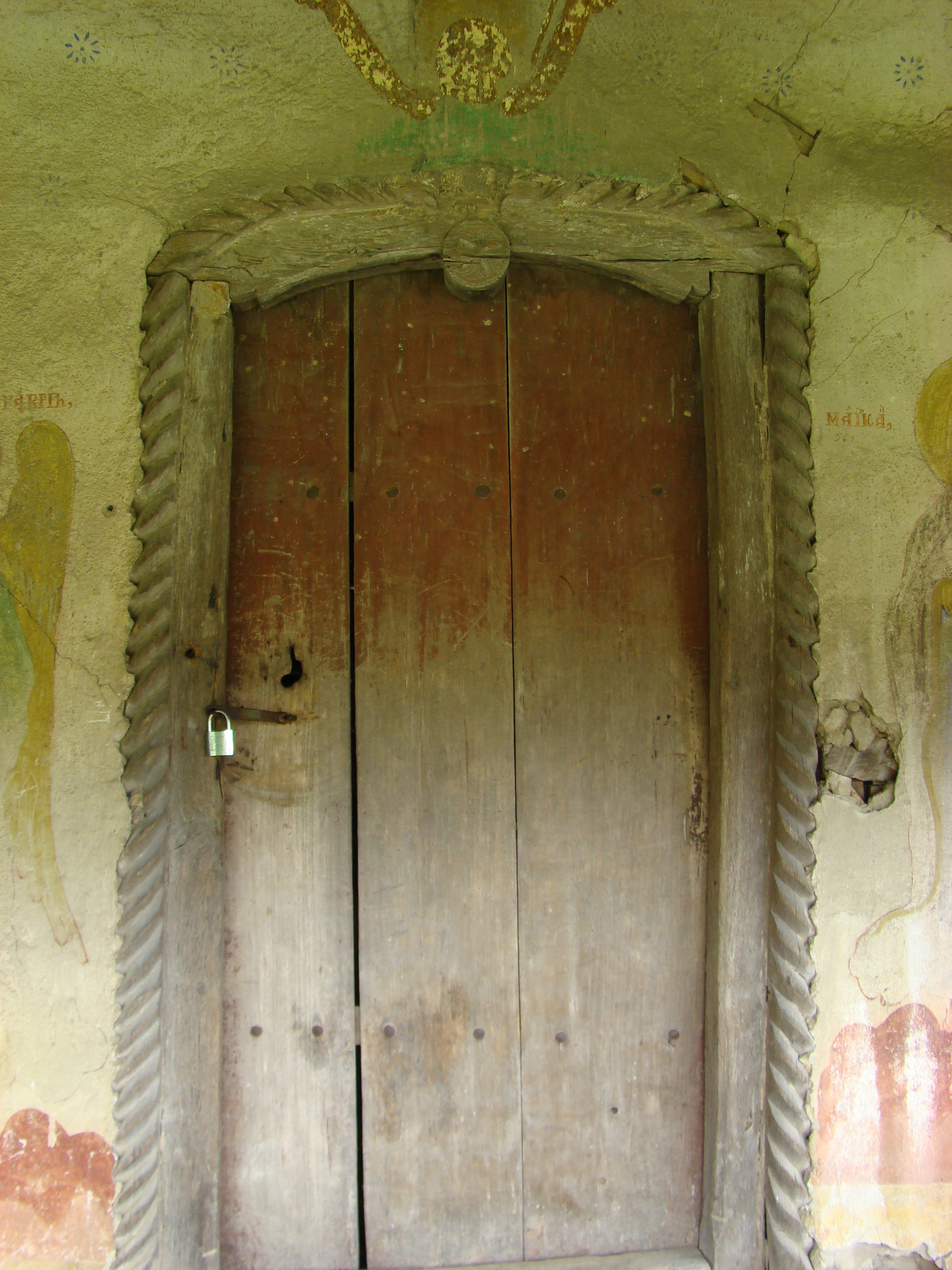
Portalul exterior, cu profil în frânghie, terminat în pragul de sus în cap de şarpe, de o parte şi de alta a unei cruci izvodită din rozetă

Biserica de lemn din Cloșani, comuna Padeș, județul Gorj, a fost construită în jur de 1790 . Are hramul „Înălțarea Domnului”. Biserica se află pe noua listă a monumentelor istorice sub codul LMI:  GJ-II-m-B-09281.

## Istoric și trăsături
Biserica este situată într-o poiană înaltă, de deasupra Motrului, între localitățile Cloșani și Motru Sec. A servit ca lăcaș de rugă până la 1877-1878, când a fost ridicată din piatră și zid, în hramul ei, biserica parohială de la Motru Sec; rosturile i s-au redus și mai mult după construcția, în 1924, a celei filiale de la Cloșani-Motru Mare. Anuarul Mitropoliei Olteniei din 1940 îi ignoră existența, dar menționează cimitirul în mijlocul căruia se află. Biserica a fost lăsată în părăsire și salvată de la dispariție doar de refacerea acoperișului de șindrilă. În interior este însă de izbeliște, iar podoabele și alte bunuri au fost strămutate, în parte la cele 2 biserici de zid sau la colecția de la Mănăstirea Tismana. 
Ca urmare a demontării tâmplei, panourile cu pisanii din compunerea ei au fost dislocate și acum se află în pronaos. Din textul pisaniei, scris în 1876 de zugravul Gheorghe Miloșescu, rezultă pentru construirea bisericii văleatul 7298 (1789-1790); sunt înșiruite și nume de ctitori vechi și noi: „Barbu, Trăilă, Mihai, Ene, Iacob, Brat, Ioan, Costandin, Gheorghi”. O altă pisanie, scrisă pe o stinghie simplu decorată, ne spune: „la leatu 1840 am zugrăvit tâmpla aceasta Simion Zugravu cu plata dumnealor Nicolae Tibru, popa Ion Cloșani, Ion Isanu ...Nicolae Frențescu”. 
Forma navei este dreptunghiulară, iar altarul poligonal, decroșat, cu cinci laturi. Dimensiunile navei sunt 6,90 m/5 m, ale altarului între 0,90 și 2,27 m. Se remarcă frumoasele console în forma capului de cal. 
În cafasul bisericii de zid „Sfântul Dumitru” au fost depozitate icoane de la bătrânul lăcaș de lemn: piese originare, de la 1790, icoane realizate în 1840, precum și cele repictate în 1876 de Gheorghe Miloșescu.
Icoanele mari, împărătești, reprezentând pe Sfântul Nicolae cu Iisus și Maria în spatele tronului și Maria cu pruncul (cu arhanghelii în spatele tronului) sunt datate 1790; cea din urmă poartă semnătura lui Ioan zugravu din Roșiuța. 

## Imagini din exterior

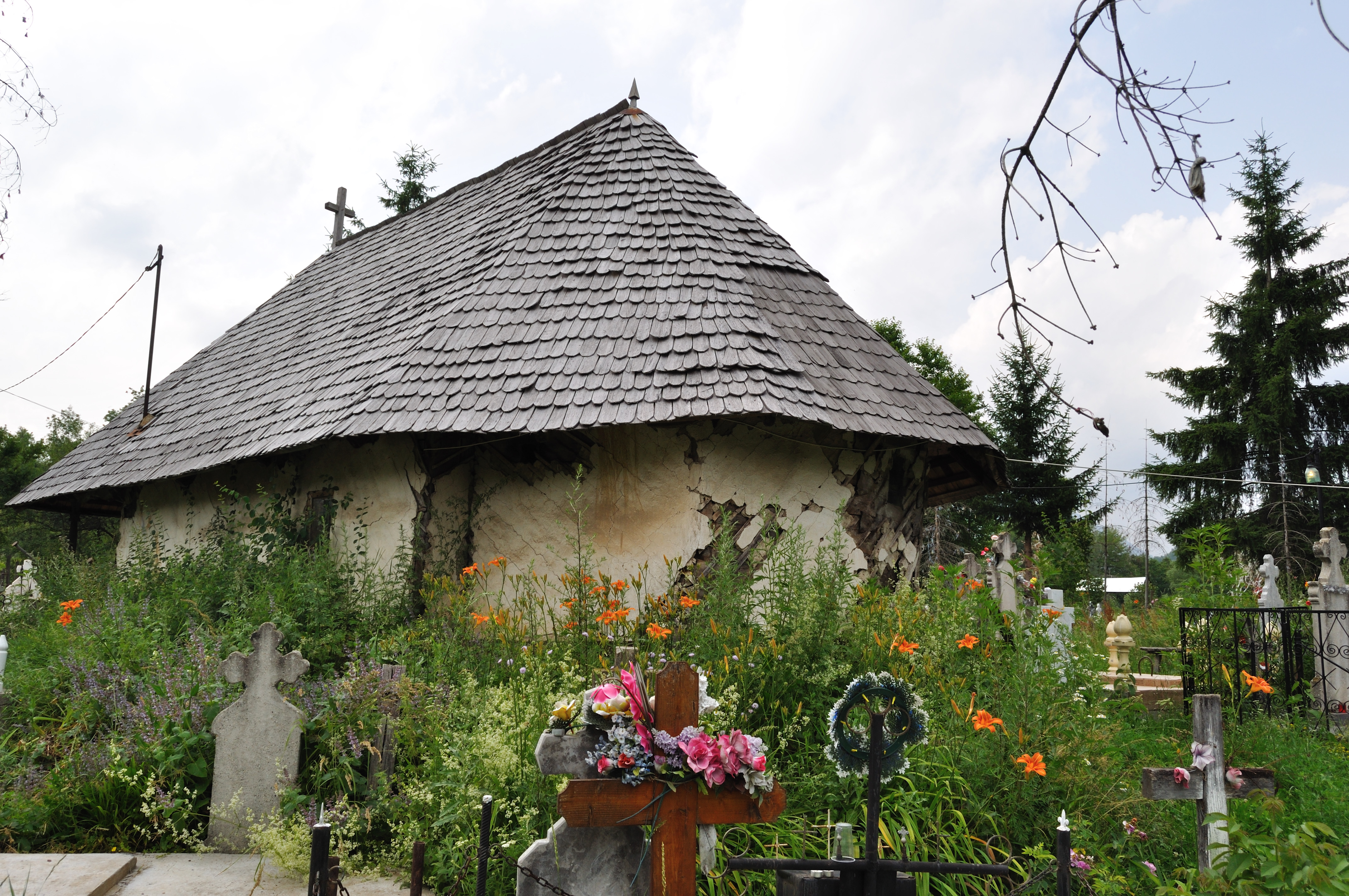
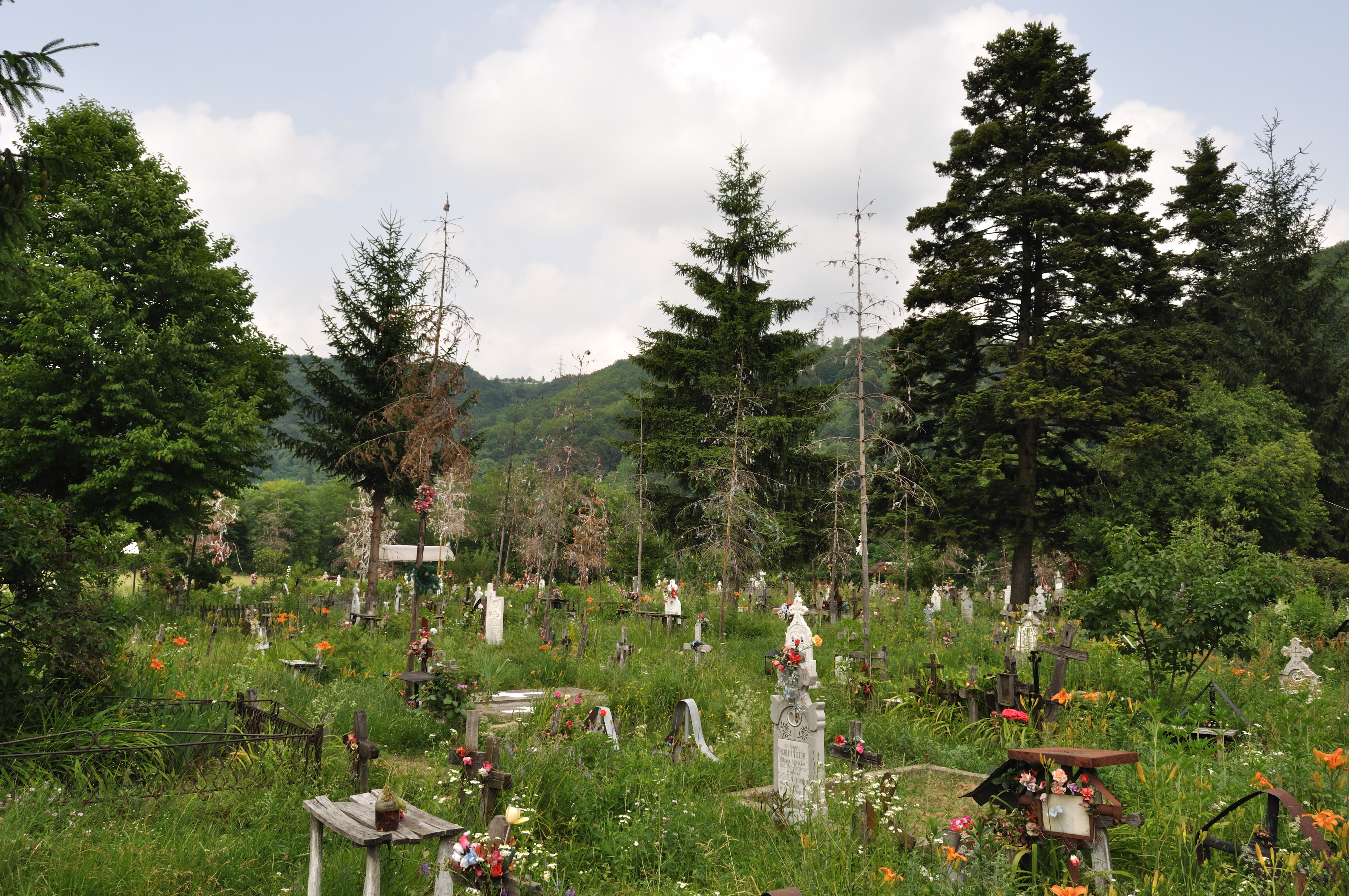
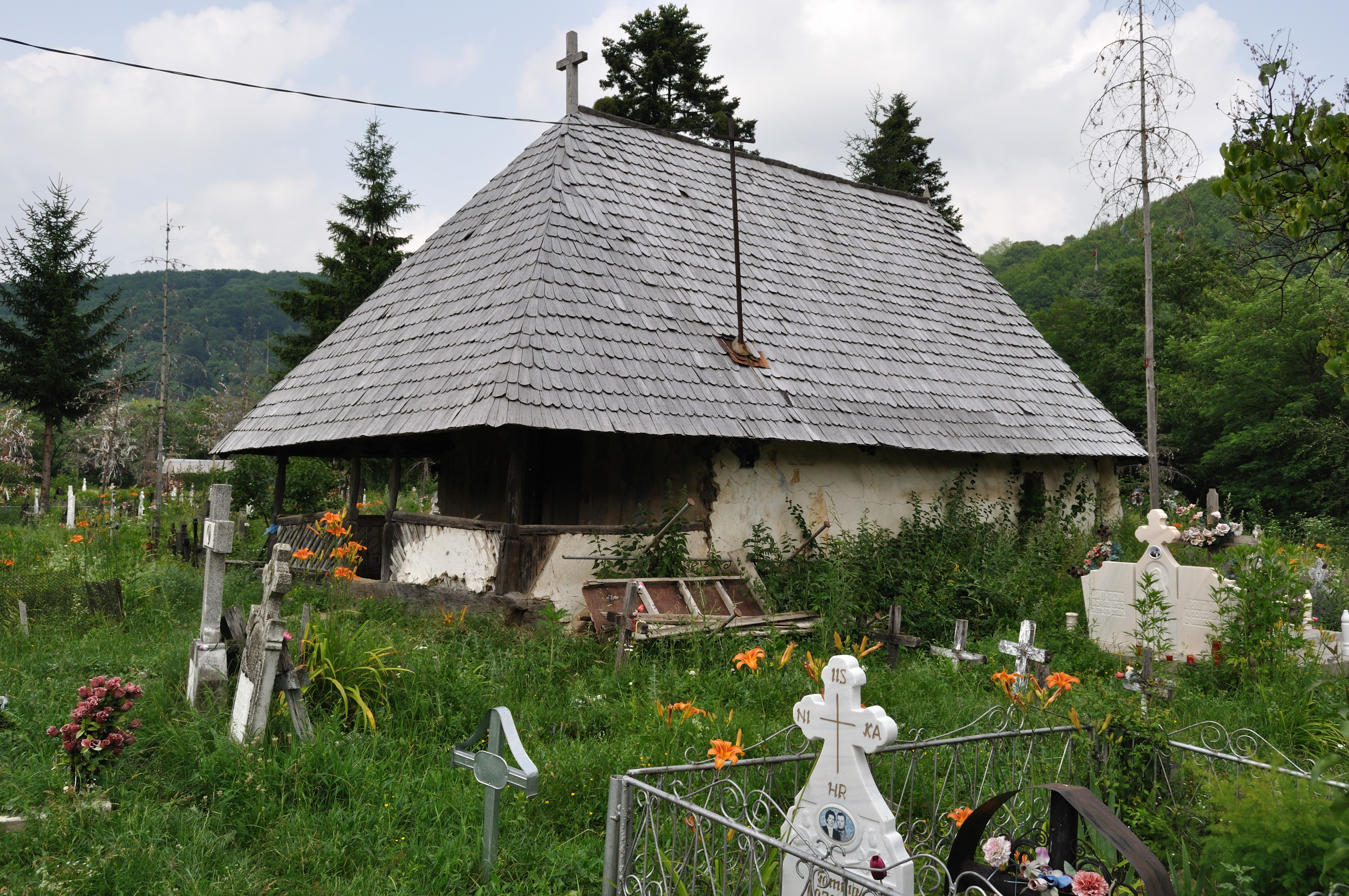
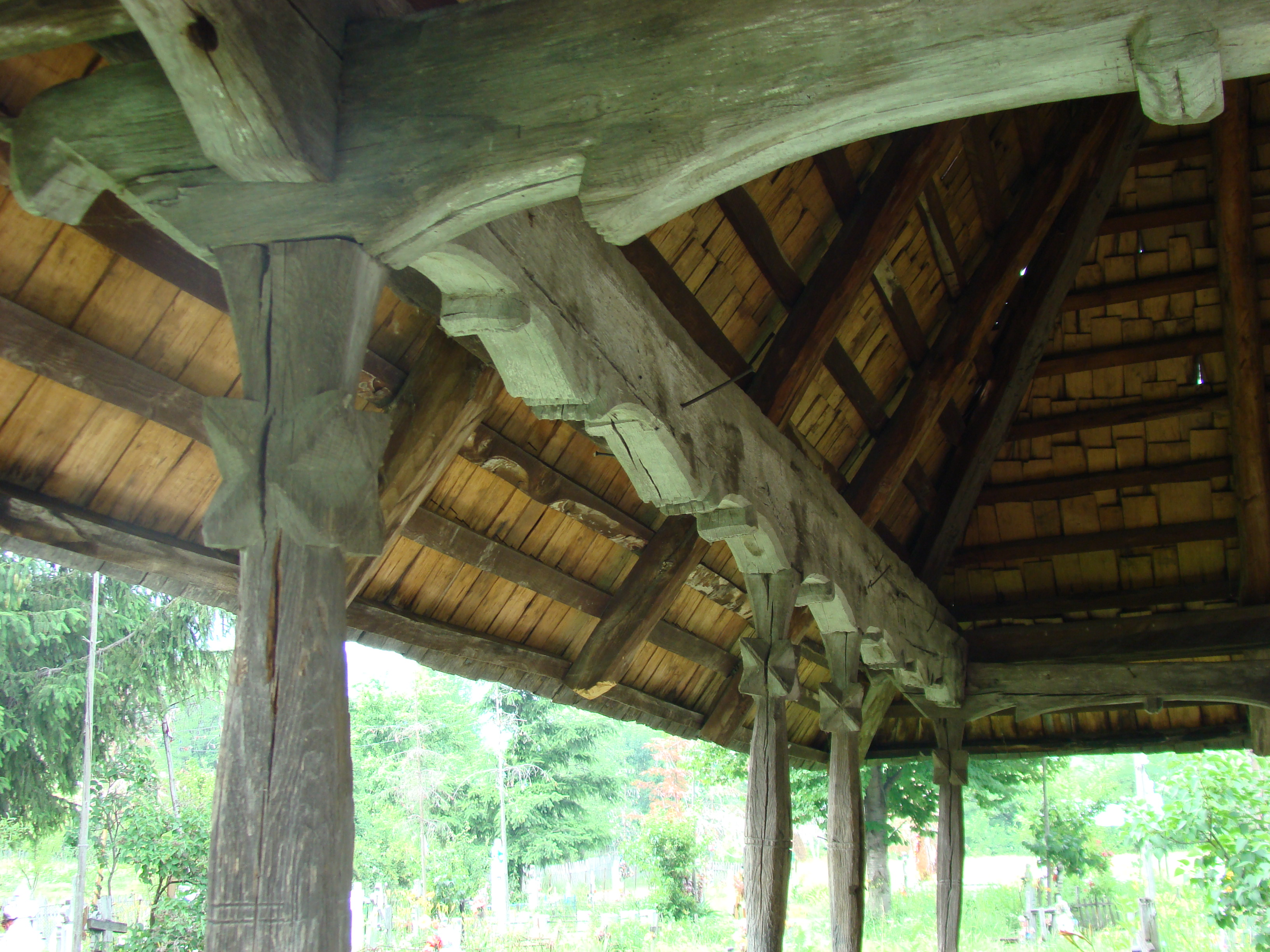
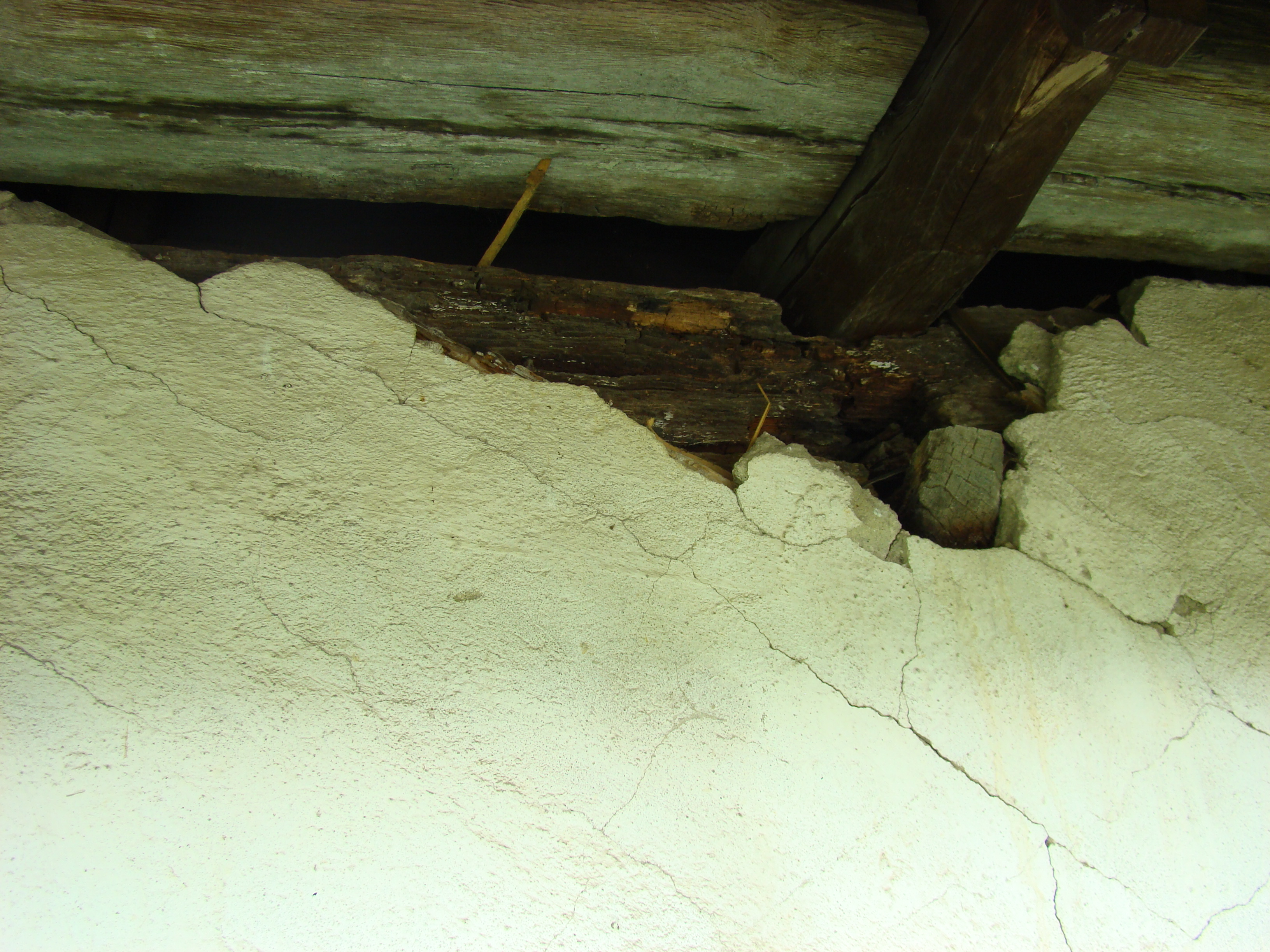
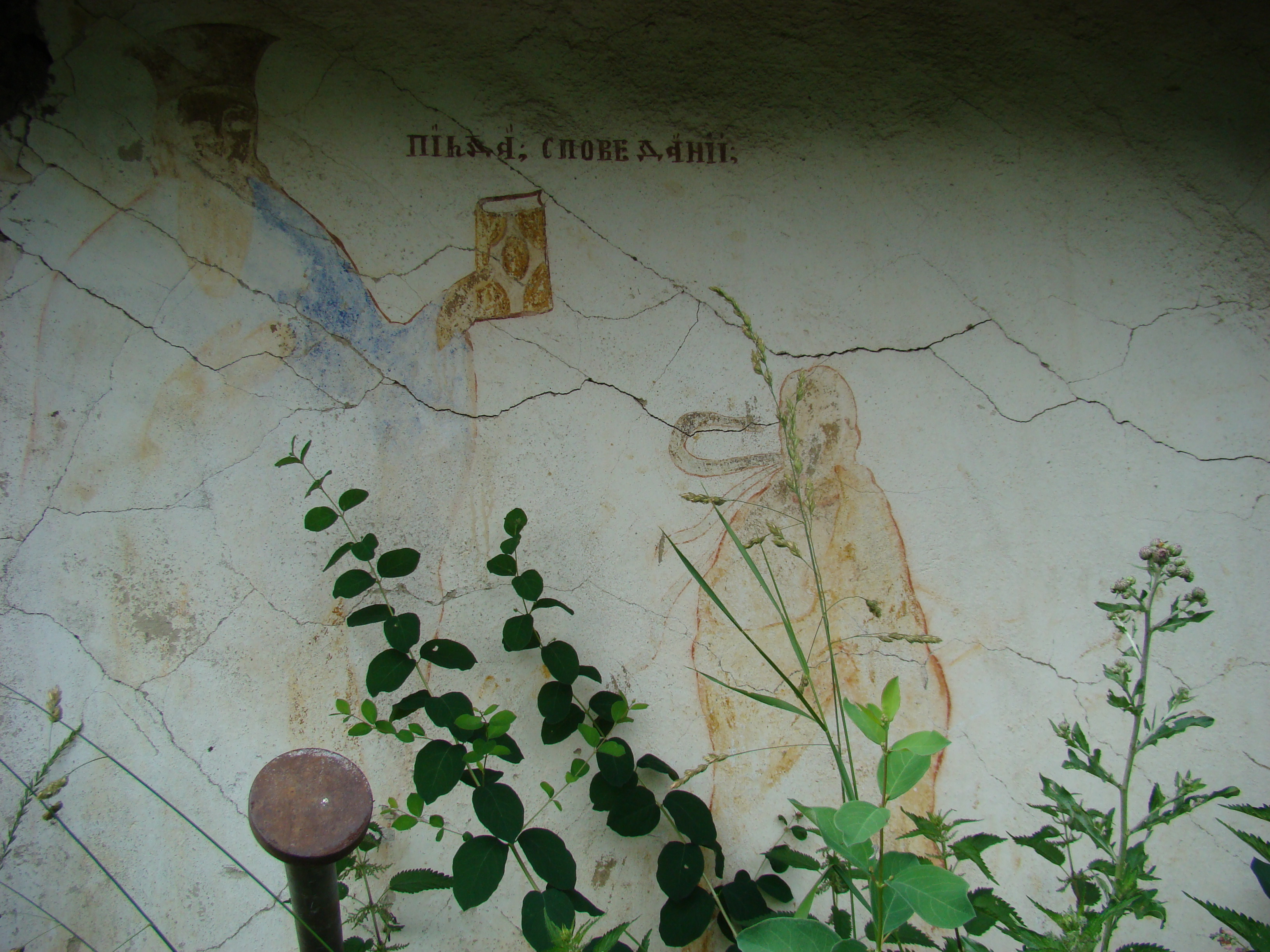
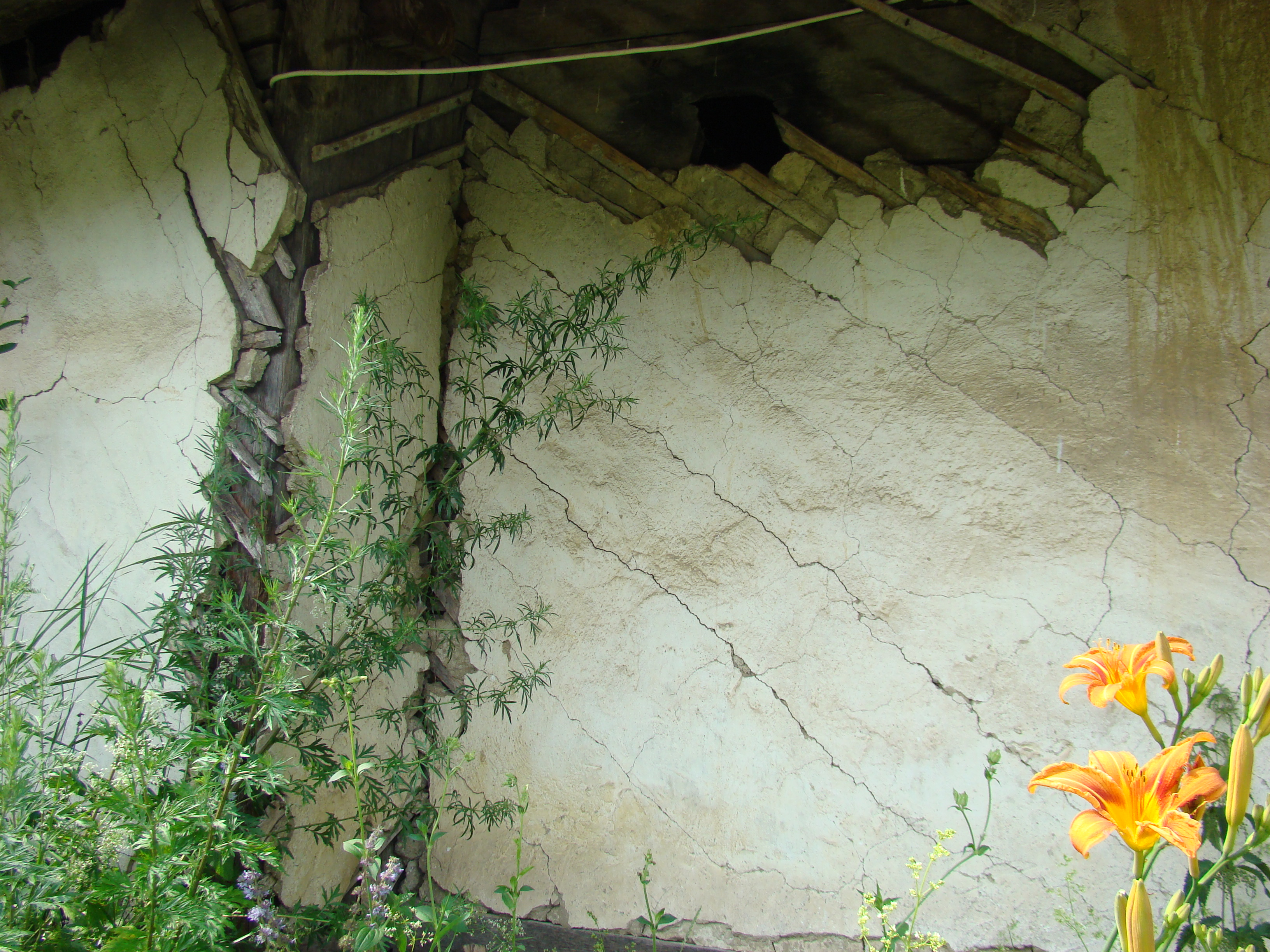
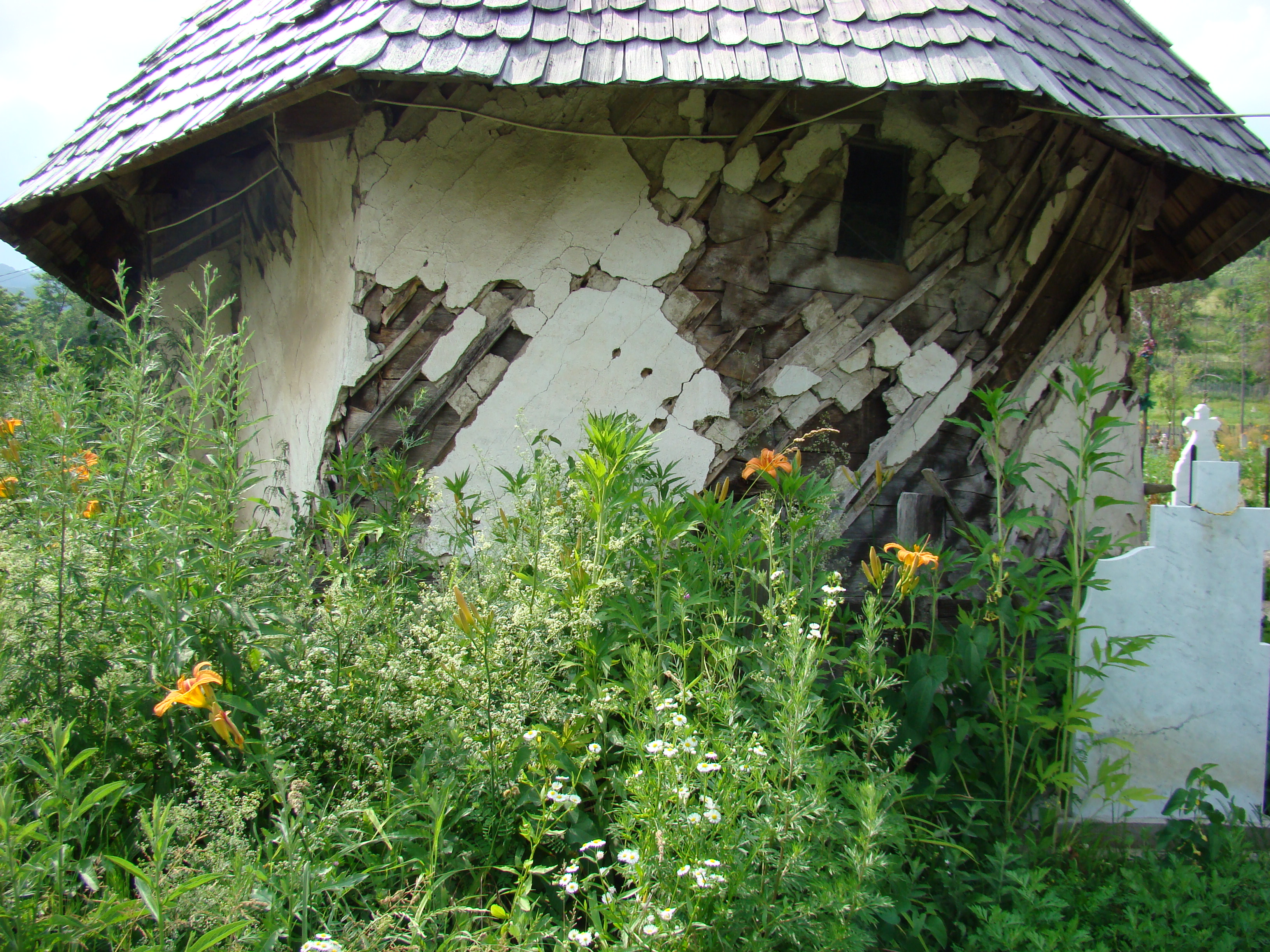
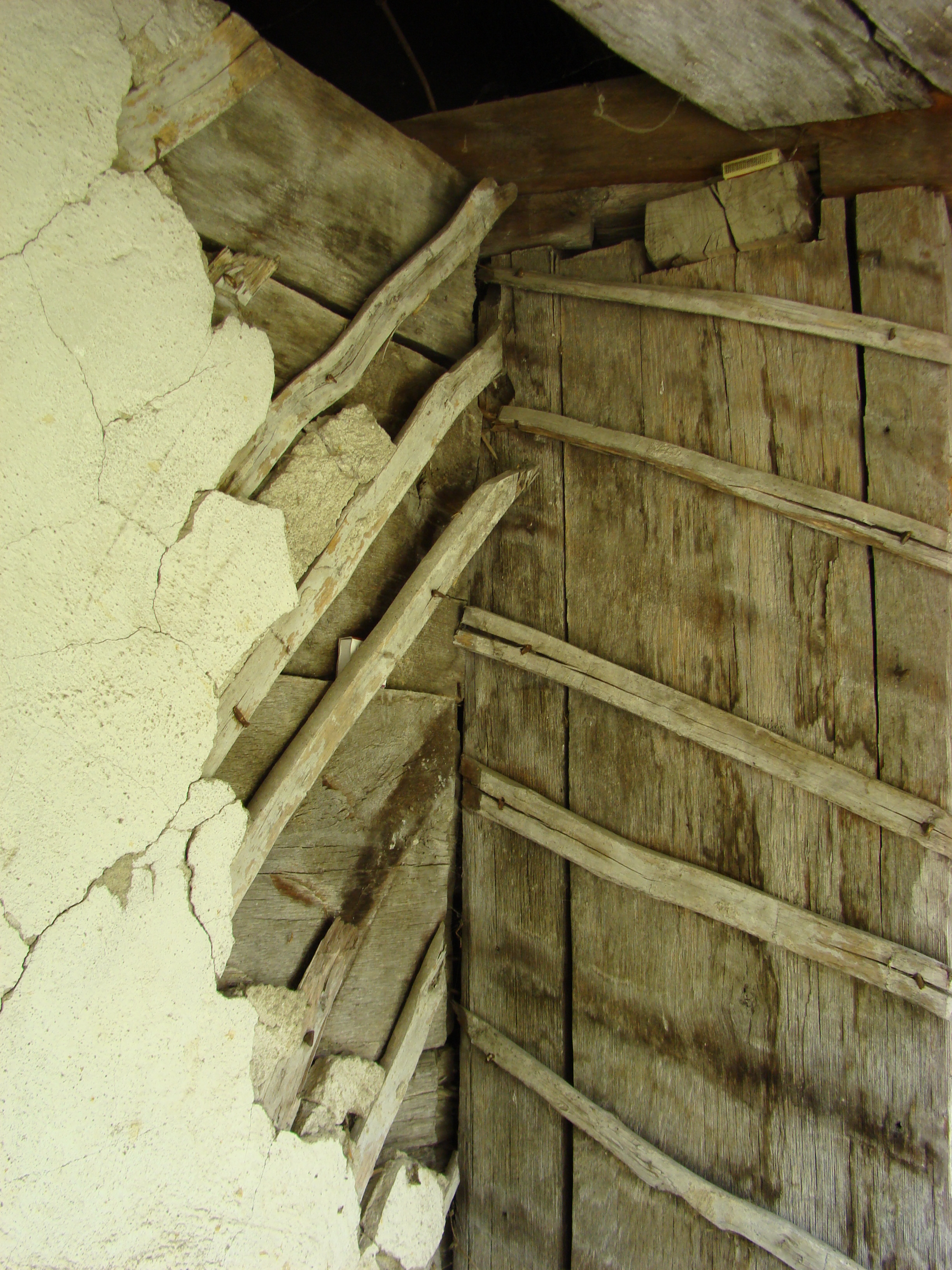
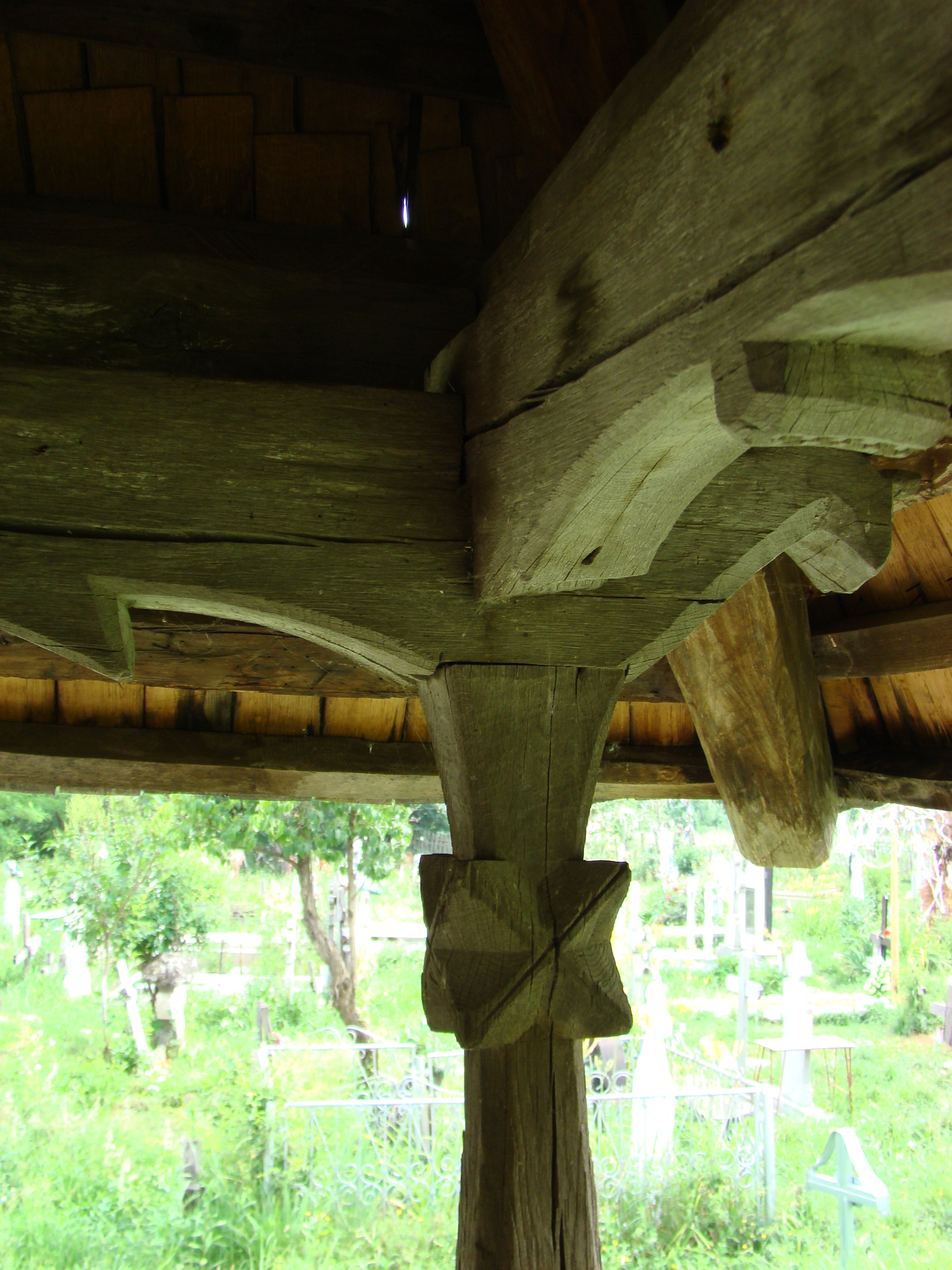
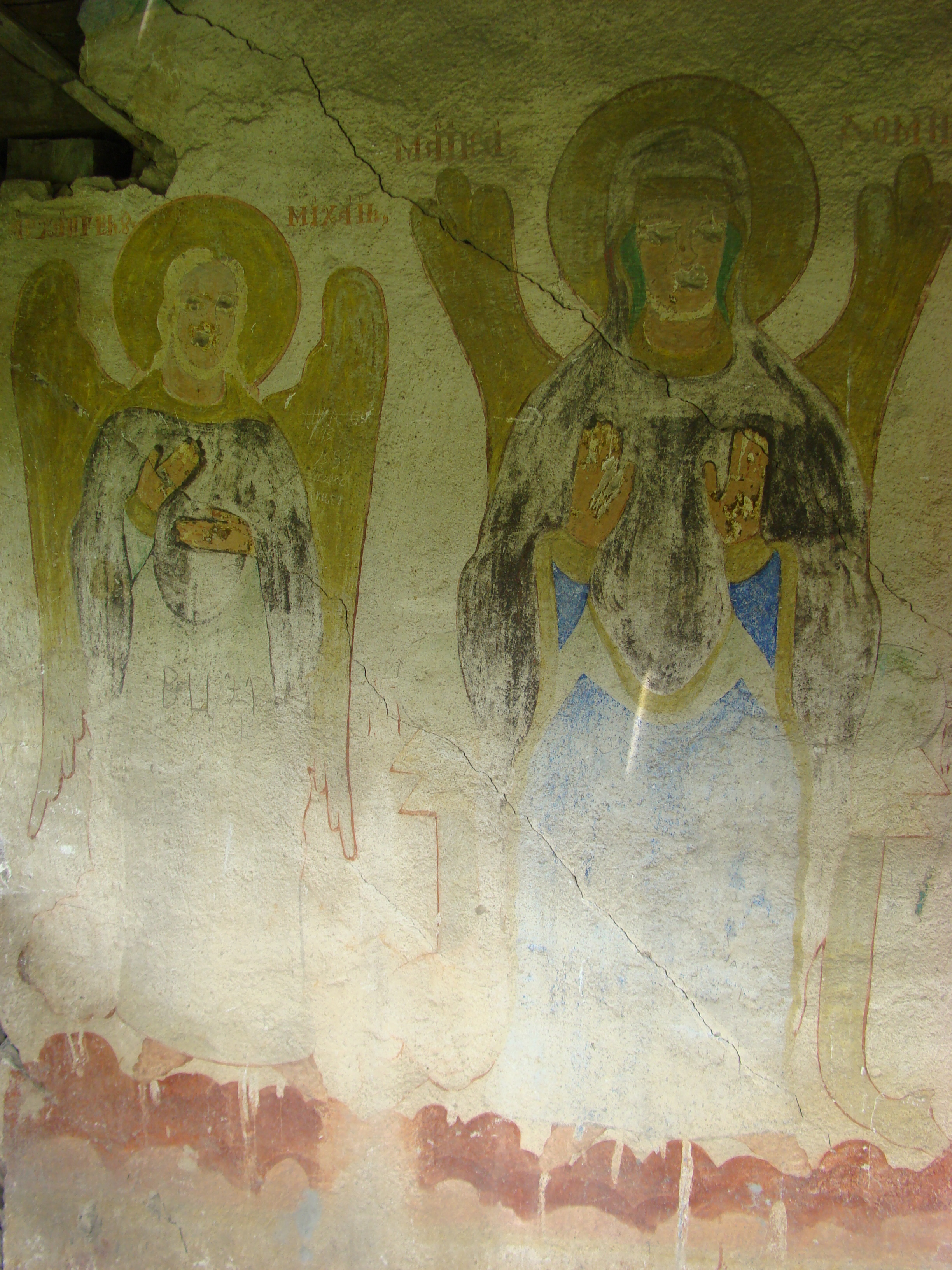
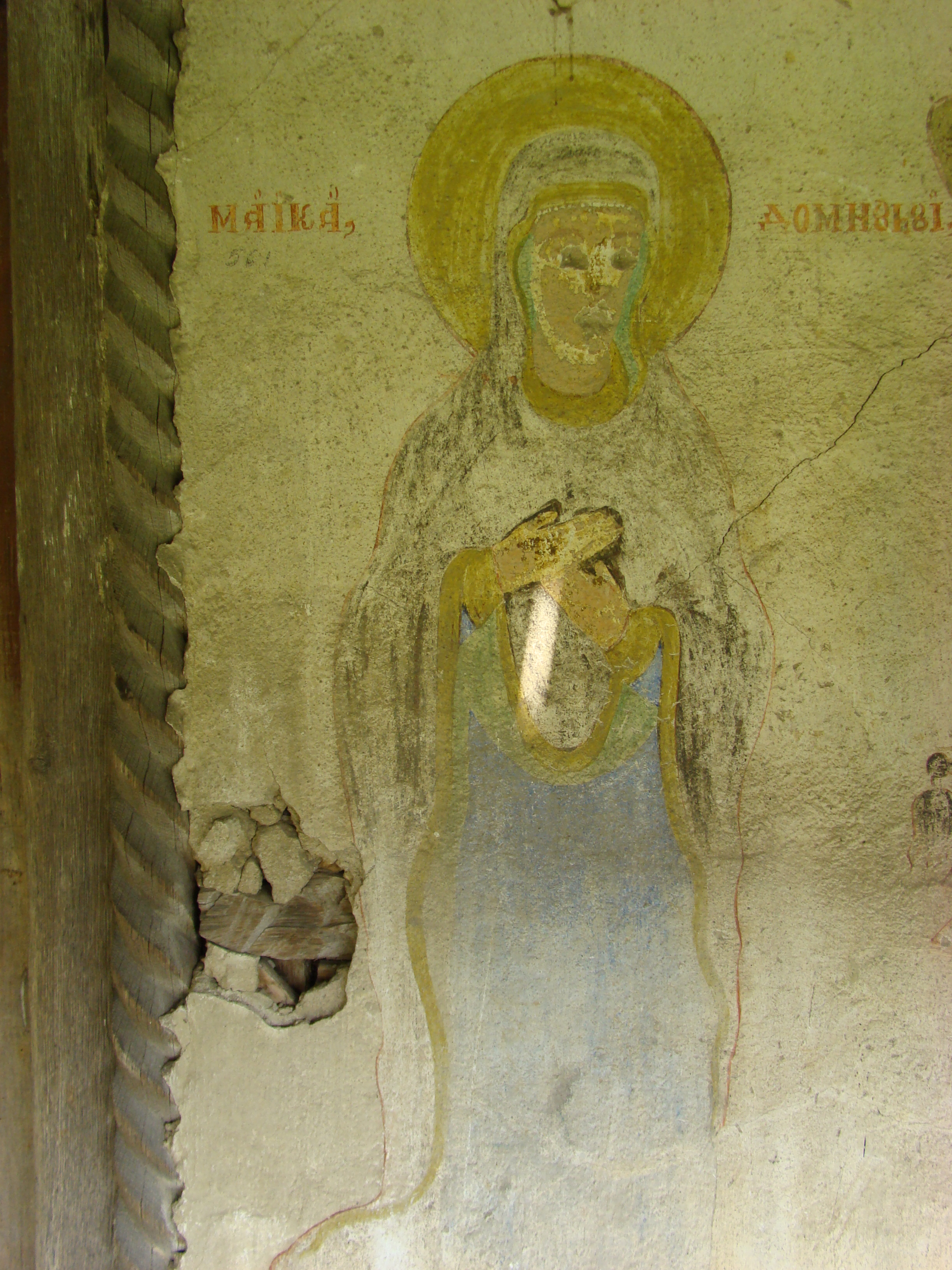